# DDR-Meisterschaften im Biathlon 1989
Die DDR-Meisterschaften im Biathlon wurden 1989 zum 31. Mal ausgetragen. Es waren die letzten nationalen Meisterschaften der DDR im Biathlon. Michael Lohschmidt im Einzel und Andreas Heymann im Sprint gewannen ihre ersten und einzigen nationalen Einzeltitel der DDR. Heymann gewann auch mit der Staffel und wurde damit Doppelmeister. Den letzten Staffeltitel gewann die SG Dynamo Zinnwald, es war zugleich der 19. Meistertitel für die Zinnwalder.

## Einzel
| Platz | Sportler           | Verein               | Schießfehler | Zeit |
| ----- | ------------------ | -------------------- | ------------ | ---- |
| 1     | Michael Lohschmidt | SG Dynamo Zinnwald   |              |      |
| 2     | Raik Dittrich      | SG Dynamo Zinnwald   |              |      |
| 3     | Steffen Hoos       | ASK Vorwärts Oberhof |              |      |

## Sprint
| Platz | Sportler        | Verein               | Schießfehler | Zeit |
| ----- | --------------- | -------------------- | ------------ | ---- |
| 1     | Andreas Heymann | SG Dynamo Zinnwald   |              |      |
| 2     | Jens Steinigen  | SG Dynamo Zinnwald   |              |      |
| 3     | Frank Luck      | ASK Vorwärts Oberhof |              |      |

## Staffel
| Platz | Verein                 | Sportler                                     | Schießfehler | Zeit |
| ----- | ---------------------- | -------------------------------------------- | ------------ | ---- |
| 1     | SG Dynamo Zinnwald     | Raik Dittrich André Sehmisch Andreas Heymann |              |      |
| 2     | ASK Vorwärts Oberhof   | Steffen Hoos Mark Kirchner Frank Luck        |              |      |
| 3     | SG Dynamo Zinnwald III |                                              |              |      |